# Federación Española de Deportes de Hielo
Federación Española de Deportes de Hielo bildades ordnar med organiserad issport i Spanien. Som en del av Spaniens olympiska kommitté (COE), sköter man de olympiska vintersporterna.. FEDH är medlem av International Ice Hockey Federation (IIHF), International Skating Union (ISU), World Curling Federation (WCF), International Luge Federation (FIL) och International Bobsleigh and Tobogganing Federation (FIBT).
Spanien inträdde den 10 mars 1923 i IIHF.

### Fotnoter
1. ↑  ”Spain”. International Ice Hockey Federation. http://www.iihf.com/iihf-home/countries/spain.html. Läst 9 april 2012.